# Tygodnik Ilustrowany
Tygodnik Ilustrowany («Ілюстрований тижневик») — загальнопольський літературно-художній та громадсько-політичний ілюстрований щотижневий журнал, який виходив у Варшаві в 1859–1939 роках.
У журналі висвітлювалися найважливіші суспільні події, біографії знаменитих людей, пам'ятники і національні святині, подорожі, публікувалися романи і поезії, містилися огляди в галузі образотворчого мистецтва, літератури, науки, сільського господарства, промисловості і винаходів, народного мистецтва, фольклору, археології і т. д.
Серед міст, про які найчастіше згадує тижневик: Варшава, Краків, Познань, Криніца, Закопане, Львів, Рівне та Дубно.
Поширювалося не лише на території Польщі, а й в інших землях Російській імперії.
Спочатку його видавцем був Ю. Унгер (1859—1882), пізніше випуск журналу здійснювало видавництво «Гебетнер і Вольф».
Головними редакторами були: Людвік Єніке, Я. Вольф, А. Оппман, А. Гжимала-Седлецький, З. Дембицький, П. Хойновського, В. Гебетнер, В. Чарський і С. Страшевич.
У 1860 р. журнал випускався під художнім керівництвом Я. Левицького, в 1862—1868 р. — Ю. Коссака, потім Ф. Тегаццо і до 1890 р. художнім керівником журналу був Юзеф Холевіньский.
У період позитивізму був органом, так званої, старої печатки. З журналом на цьому етапі співпрацювали Ю. Крашевський, Г. Сенкевич, В. Сабовського, Я. Захаревич, З. Мілковскій, П. Хмелевський, В. Богуславський, М. Гавалевіч, Ю. Венявський, К. Возницький, Ю. Про . Олександрович, С. Ленц, Л. Стафф і інші.
На своїх сторінках журнал поміщав новинки літератури. Так, в 1884 р. тут вперше був опублікований роман Г. Сенкевича «Вогнем і мечем», а в 1897—1900 р. — його ж роман «Хрестоносці». У журналі вперше опублікували свої твори Е. Ожешко («Над Німаном»), Б. Прус («Фараон») та інші.
Крім польських творів, публікувалися новинки літератури з інших мов у перекладі М. Конопницької, З. Пшесмицкого, Ч. Янковського та інших.
Тижневик зіграв важливу роль у розвитку польської графічної ілюстрації. Ілюстраторами в ньому працювали В. Герсон, Х. Піллаті, Ф. Костшевський, Ф. Тегаццо, С. Рейхан, Ф. Бжозовський, М. Андріоллі. Особливо популярними були ілюстрації, виконані в техніці графіки — ксилографії (гравюра на дереві) Феліксом Заблоцьким та іншими.